# Zelandomyia angusta
Zelandomyia angusta là một loài ruồi trong họ Limoniidae. Chúng phân bố ở miền Australasia.